# Magazine (album)
Magazine – trzeci album studyjny amerykańskiego zespołu rockowego Heart. Pierwsze wydanie z 1977 było nieoficjalne (zespół nie wydał na nie pozwolenia) i zawierało niedokończone utwory. Oficjalne wydanie miało miejsce w kwietniu 1978. Album pokrył się platyną w USA i Kanadzie.

## Nagrywanie
Po debiutanckim albumie grupy, Dreamboat Annie, Heart rozpoczęło nagrywanie nowych utworów przeznaczonych na Magazine w Vancouver. Album miał zostać wydany przez Mushroom Records. Wytwórnia opublikowała w magazynie Rolling Stone mające reklamować debiutancki album grupy zdjęcie sióstr Wilson (takie jak na okładce Dreamboat Annie, ale z Ann i Nancy patrzącymi w obiektyw) z podpisem "It Was Only Our First Time!" (z ang. "To był tylko nasz pierwszy raz!"), co miało sugerować, że siostry były lesbijkami i popełniły kazirodztwo. Nagrania do albumu zatrzymano, gdy zespół zauważył reklamę i zaprotestował. Wytwórnia płytowa nie odniosła sukcesu, gdy próbowała negocjować z grupą.
W trakcie nagrań z 1976 zapisano tylko pięć niedokończonych utworów. Kiedy Heart udowodniło, że potrafi tworzyć hity, zespół poprosił Mushroom Records o podwyższenie ich stawek pieniężnych przeznaczonych dla muzyków. Pomimo tego wytwórnia nie zgodziła się.
Mushroom Records nie było zainteresowane wydaniem drugiego albumu Heart, mimo iż kontrakt z grupą nadal był aktualny. Producent zespołu Mike Flicker zerwał swoją umowę producencką z wytwórnią. Zespół nadal był w stanie podpisać kontrakt z inną wytwórnią - było to Portrait Records, filia Columbia Records.

## Wydanie z 1977
Podpisanie kontraktu z Portrait Records spowodowało walkę sądową pomiędzy zespołem a dyrektorem Mushroom Records, Shelleyem Siegelem. Wytwórnia nadal posiadała własny kontrakt z Heart, w którym wyznaczono grupie nagranie i wydanie dwóch albumów wMushroom. Siegel twierdził, że wytwórnia miała na tej podstawie pełne prawo do wydania kolejnego albumu. Wciąż posiadając pięć nieukończonych nagrań z 1975 roku, Mushroom zmiksowało je, ale bez zgody ani wiedzy żadnego z członków grupy.
Wytwórnia dodała pełną wersję "Here Song" (będącą uprzednio B-side pierwszego kanadyjskiego singla formacji z 1975). Resztę albumu wypełniono dwoma nagraniami live, również z 1975, nagrywanych w The Aquarius Tavern, rockowym klubie w Seattle, gdzie grupa grała regularnie. Mushroom wydało miks jako Magazine na wiosnę 1977, w tym samym czasie, gdy Heart przygotowywało swój album dla Portrait, pod tytułem Little Queen.
Według producenta zespołu, Mike'a Flickera, sprzedano około 50,000 kopii oryginału. Niektóre z nich były sprzedawane w sklepach muzycznych, szczególnie w Los Angeles i na Florydzie, gdzie nagrania były składane. Niesprzedane kopie zostały potem zniszczone, gdy Heart zgłosiło sprawę do sądu i zażądało od Mushroom zatrzymanie wydawania albumu. Wersja z 1977 była na krótko wydana także w Europie przez Arista Records, ale szybko wycofano ją ze sprzedaży.
Pomimo że album nie był oficjalnie wydany dla stacji radiowych w 1977, niektóre stacje takie jak KISW, główna stacja rockowa w Seattle, grały piosenki z nieoficjalnej wersji, pomimo próśb zespołu, by tego nie robić. Wydanie albumu z 1977 posiadało notatkę na okładce:
"Mushroom Records żałuje, że umowny spór spowodował, iż potrzebne było ukończenie tego nagrania bez współpracy lub aprobaty grupy Heart, która kategorycznie zaprzeczyła wkładu artystycznego w album. Nie sądzimy, że umowny spór powinien zapobiec usłyszenie i cieszenie się tymi wspaniałymi melodiami i nagraniami przez publikę."

## Recenzje
Mike DeGagne z serwisu AllMusic ocenił album na 2 z 5 gwiazdek, opisując krążek: "Problemy z wytwórnią Mushroom opóźniły wydanie Magazine, który to album ostatecznie pokrył się platyną i osiągnął 17 miejsce na listach przebojów. Tylko hard rockowy singel "Heartless" dotarł do Top 40 notowań, a album tak naprawdę nie dorównuje innym krążkom Heart. Dreamboat Annie z 1976 roku miał lepsze utwory, a Little Queen był bardziej ambitny. W Magazine brakuje energii, a tym bardziej płynności. Piosenki brzmią niedbale i pomieszane razem, czego winą mogą być problemy z wytwórnią, pokazują pozornie, że siostry Wilson wydają się być tym niewzruszone. "Here Song", "Just the Wine", oraz przewidywalny "Without You" są jakby słabo posklejane, zarówno w tekstach, jak i jako całość muzyczna. Album Dog & Butterfly z 1978 pokazuje więcej zainteresowania żywym rock and rollem niż jego poprzednik, sprawiając wrażenie, że Magazine jest albumem, o którym sami twórcy chcieliby zapomnieć."

## Lista utworów
Nieoficjalne wydanie, 1977
| Nr | Tytuł utworu                                            | Autorzy                                      | Długość |
| -- | ------------------------------------------------------- | -------------------------------------------- | ------- |
| 1. | „Heartless”                                             | Ann Wilson, Nancy Wilson                     | 5:00    |
| 2. | „Without You”                                           | Pete Ham, Tom Evans                          | 4:44    |
| 3. | „Just the Wine”                                         | A. Wilson, N. Wilson                         | 4:30    |
| 4. | „Magazine”                                              | A. Wilson, N. Wilson                         | 6:51    |
| 5. | „Here Song”                                             | A. Wilson                                    | 1:35    |
| 6. | „Devil Delight”                                         | A. Wilson, N. Wilson                         | 4:58    |
| 7. | „Blues Medley: Mother Earth / You Shook Me Babe (live)” | Peter Chatman / Lewis Simpkins, Willie Dixon | 7:12    |
| 8. | „I've Got the Music in Me (live)”                       | Bias Boshell                                 | 6:28    |
|    |                                                         |                                              | 41:18   |

Oficjalne wydanie, 1978
1. Heartless – 5:02
2. Devil Delight – 5:00
3. Just the Wine – 4:16
4. Without You – 4:42
5. Magazine – 6:22
6. Here Song – 1:34
7. Mother Earth Blues(live) – 5:59
8. I've Got the Music in Me(live) – 6:18

## Wykonawcy
- Ann Wilson - śpiew, gitara akustyczna, flet
- Nancy Wilson - gitara akustyczna, gitara elektryczna, wokal wspomagający
- Roger Fisher - gitara prowadząca
- Steve Fossen - gitara basowa, wokal wspomagający
- Howard Leese - gitara, keyboard, wokal wspomagający
- Michael DeRosier - perkusja

Opracowano na podstawie materiału źródłowego.

## Miejsca na listach przebojów
| Rok  | Lista                   | Pozycja |
| ---- | ----------------------- | ------- |
| 1978 | RPM100 Albums (Kanada)  | 13      |
| 1978 | Billboard 200 (USA)     | 17      |
| 1978 | Australian Albums Chart | 66      |

| Rok  | Tytuł       | Lista                   | Pozycja |
| ---- | ----------- | ----------------------- | ------- |
| 1978 | "Heartless" | RPM100 Singles (Kanada) | 18      |
| 1978 | "Heartless" | Billboard Hot 100 (USA) | 24      |

## Certyfikacje
| Kraj   | Organizacja | Rok  | Sprzedaże            |
| USA    | RIAA        | 1978 | Platyna (+1,000,000) |
| Kanada | CRIA        | 1978 | Platyna (+100,000)   |